# عفنة أليفة الحرارة
عفنة أليفة الحرارة (الاسم العلمي:Mucor thermophilus) هي نوع من الفطريات تتبع جنس العفنة من الفصيلة العفنية.